# Гузенко Костянтин Олександрович
Костянтин Олександрович Гузенко (21 листопада 1966 , Зелений Клин, Дніпропетровська область ) — Народний депутат України.

## Освіта
У 1993 р. закінчив Національну академію внутрішніх справ у Києві, спеціальність — правознавство.

## Трудова діяльність
Після закінчення школи покликаний в армію, в Середньоазіатський військовий округ. Служив у ракетних військах на космодромі Байконур.
Після демобілізації в 1986 р. пішов працювати в міліцію м. Дніпродзержинська, де пройшов шлях від сержанта патрульно-постової служби до начальника Дніпровського райвідділу міліції Дніпродзержинська.
У 2006 р. і в 2010 р. обраний головою Дніпровської районної ради в м. Дніпродзержинську.
У 2010 р. став заступником міського голови Дніпродзержинська.
На парламентських виборах 2012 р. був обраний народним депутатом України по одномандатному мажоритарному виборчому округу № 30. За результатами голосування переміг, набравши 32,81 % голосів виборців.
Заступник голови Комітету Верховної Ради з питань правової політики.